# Nesidiochernes kuscheli
Nesidiochernes kuscheli är en spindeldjursart som beskrevs av Beier 1976. Nesidiochernes kuscheli ingår i släktet Nesidiochernes och familjen blindklokrypare. Inga underarter finns listade i Catalogue of Life.